# Parbatsar
Parbatsar là một thành phố và khu đô thị của quận Nagaur thuộc bang Rajasthan, Ấn Độ.

## Nhân khẩu
Theo điều tra dân số năm 2001 của Ấn Độ, Parbatsar có dân số 13.790 người. Phái nam chiếm 54% tổng số dân và phái nữ chiếm 46%. Parbatsar có tỷ lệ 61% biết đọc biết viết, cao hơn tỷ lệ trung bình toàn quốc là 59,5%: tỷ lệ cho phái nam là 72%, và tỷ lệ cho phái nữ là 47%. Tại Parbatsar, 16% dân số nhỏ hơn 6 tuổi.